# Buse Naz Çakıroğlu
Buse Naz Çakıroğlu (ur. 26 maja 1996 w Trabzonie) – turecka bokserka, dwukrotna wicemistrzyni olimpijska, mistrzyni świata, trzykrotna mistrzyni Europy, złota medalistka igrzysk europejskich.

## Kariera
W 2018 roku zdobyła srebrny medal mistrzostw Europy w Sofii w kategorii do 51 kg. Po zwycięstwie w półfinale z Białorusinką Janą Burym przegrała w finale z Rosjanką Swietłaną Sołujanową.
W czerwcu 2019 roku zdobyła złoty medal na igrzyskach europejskich w Mińsku, pokonując w decydującej walce z Rosjanką Swietłaną Sołujanową. Dwa miesiące później została mistrzynią Europy w Alcobendas, zwyciężając w finałowym pojedynku z Jeleną Sawieliewą. Została również wybrana na najlepszą zawodniczkę tych zawodów. W październiku tego samego roku zdobyła srebrny medal podczas mistrzostw świata w Ułan Ude, przegrywając w ostatnim pojedynku z Rosjanką Liliją Ajetbajewą. W półfinale pokonała wielokrotną mistrzynię świata Mary Kom.
W 2021 roku wzięła udział w Letnich Igrzyskach Olimpijskich w Tokio, gdzie w rywalizacji kobiet w wadze muszej zdobyła srebrny medal, przegrywając w finale ze Stojką Petrową. W 2024 roku ponownie wzięła udział w Letnich Igrzyskach Olimpijskich, gdzie w rywalizacji kobiet do 50 kg sięgnęła po srebrny medal, w finale przegrywając z Wu Yu.